# Heliotropium lignosum
Heliotropium lignosum är en strävbladig växtart som beskrevs av Wilhelm Vatke. Heliotropium lignosum ingår i Heliotropsläktet som ingår i familjen strävbladiga växter. Inga underarter finns listade i Catalogue of Life.